# Каравелове
Каравелове — селище в Україні, у Мішково-Погорілівській сільській громаді Миколаївського району Миколаївської області. Населення становить 727 осіб.

## Історія
Село засноване в 1922 р. До 2016 року мало назву «Коларівка» (в усному мовленні і газетах вживалась також назва Коларове) на честь болгарського діяча міжнародного комуністичного руху Васила Коларова.
У 1941 році, коли почалась німецька окупація, село виявилось майже на кордоні Румунії і Рейхскомісаріату Україна. 1943 село повернулося під юрисдикцію радянського союзу, відновило роботу колективне господарство. Під час Другої світової війни 24 жителя села були в загонах Червоної армії, 7 з них нагороджені бойовими орденами і медалями, 8 людей загинули.
У центрі села знаходиться братська могила, у якій поховано 46 радянських воїнів, полеглих у боях за село в 1944 році. У 1969, до 25-річчя визволення селища від німецьких військ, відкрито пам'ятник на честь загиблих воїнів Червоної армії.
У 2016 році у зв'язку з законом, що забороняє комуністичну символіку, село перейменували на честь Любена Каравелова.

## Населення
Згідно з переписом УРСР 1989 року чисельність наявного населення селища становила 805 осіб, з яких 361 чоловік та 444 жінки.
За переписом населення України 2001 року в селищі мешкало 727 осіб.

### Мова
Розподіл населення за рідною мовою за даними перепису 2001 року:
| Мова       | Відсоток |
| ---------- | -------- |
| українська | 57,50 %  |
| російська  | 39,89 %  |
| білоруська | 1,93 %   |
| молдовська | 0,28 %   |
| болгарська | 0,14 %   |
| інші       | 0,26 %   |